# 하나 데이트
하나 데이트(華 DATE, 일본어: 華 デート ハナ デイト[*], 영어: Hana Date, 1997년 1월 15일 ~ )는 일본의 여성 킥복서 · 종합격투가 · 프로 레슬러이다. 대한민국에서는 하나 다테로 불리는 경우가 많다.

## 경력

### 초기 경력 (2005-2013)
2005년, 10월 만 8세의 나이로 격투기를 시작했다. 낯가림이 많아서 전혀 말을 하지 않고 지내며 학교에서 왕따를 당하던 시절도 있었지만, 만 11세 때 「마하라자 카루리카」라고 불리는 인도 왕족 무술을 백본으로 하는 Team DATE에 입문,, 본격적으로 무술을 수련하게 되면서 이를 극복했다. 격투기 선수가 되기로 마음 먹었을 때 아버지의 반대에 부딪혔지만 찬성하는 어머니의 지원으로 격투기계에 발을 내디딜 수 있었다.
2011년, 11월 만 14세 때 입식 아마추어 격투기 무대에 데뷔, 아마추어 선수로서의 활동을 이어나갔다.

### 킥복싱 경력 (2014-2016)
2014년, 2월 2일 만 17세의 나이로 무에타이 대회 Muay Thai Open 26에서 리카 톤구라이센을 상대로 프로 킥복싱 데뷔전을 치렀지만 판정패 했다. 하나의 작전에 의한 승리로 보였지만 승리한 선수는 리카였다. 7월 13일 Bigbang-Spirit- 대회 여성부 -51 kg 급 Queen 결정전에서 승리, 챔피언 벨트를 획득했다. 8월 2일에도 Tribelate vol.44 대회 여성부 -48 kg 급 초대 챔피언 벨트 획득에 성공했다.
2015년, 10월 24일 중국 대회 林風X富德搏擊王 決戰天下ⅡKF1 -50 kg 급 매치에 참전, 중국의 우왕쉬에를 상대로 경기 내용에서 앞선 듯 보였으나 석연찮은 판정으로 패했다. 비록 패했지만 하나는 핑크색의 의상과 특유의 싸움 방식으로 중국의 격투기 팬들에게 신선한 충격을 안겨주었고, 경기 후에도 많은 남성팬들에게 둘러싸이는 인기를 보여주었다.
2016년, 4월 16일 중국 대회 Superstar Fight 2: China vs Japan (拳星时代) -50 kg 매치에 참전, 린윈리에게 판정패 했다. 하지만 11월 13일 그녀의 킥복싱 마지막 경기가 되는 SKKB 6 대회 여성부 -48 kg 급 매치에서 장 리를 꺽고 초대 챔피언 자리에 올랐다.

### 종합격투기 경력 (2015-현직)
2015년, 11월 22일 프로 종합격투기 데뷔전이 되는 Deep Jewels 10 대회 아톰급 매치에서 중국계 일본인 선수 아라키 미키를 상대로 심판 전원일치 판정승을 거뒀다.
2016년, 3월 5일 Deep Jewels 11 대회에서 딥 쥬얼스 아톰급 강자 구로베 미나와 대결, 선전했지만 판정패 했다. 6월 4일 Deep Jewels 12 대회에서 베테랑 파이터 이시오카 사오리에게 1라운드 4분 39초 만에 서브미션패 하며 그래플링의 약점을 드러냈다. 7월 2일 중국에서 개최된 대한민국의 종합격투기 대회 Road FC 032에서 이예지와 -46.5 kg 급 계약 체중 매치를 펼쳤지만 판정패 했다. 하나 데이트의 승리로 보는 사람들이 많았지만 결과는 이예지의 승리로 돌아갔다. 석연찮은 판정으로 한국과 일본에서 동시에 논란이 다소 일자 로드 FC는 두 선수가 추후 리매치를 하게 된다고 발표했다. 11월 2일 Deep Jewels 14 대회에서 야마구치 유라키를 상대로 판정승, 3연패 후의 오랜만의 승리로 하나는 승리 뒤 눈물을 쏟아냈다.
2017년, 3월 11일 로드 FC의 최초 여성부 리그 대회 Road FC 037 XX 대회에 다시 참전, 임소희와의 아톰급 매치에서 자신의 스타일을 발휘하지 못한 채 테이크다운에 고전하며 임소희에게 판정패 했다. 자신에게 무척 실망한 그녀는 SNS를 통해 더 강한 선수가 되어 로드 FC로 돌아오겠다고 전했고, 항상 격려와 성원을 보내주시는 CMA 모로오카 회장에게도 죄송하다는 메시지를 전했다. 7월 일본발 육성형 무도 엔터테인먼트 Seiza의 창단 세번째 대회 SEI☆ZA 3rd Round: ~Midsummer Night Star~ (Team DATE vs, Team SEI☆ZA) 에 참가했다. 종합격투기 규칙과는 많이 다른 Seiza의 맞춤 규칙으로 치러진 이 대회에서 하나는 노리, 카렌, 나오와 함께 팀(Team DATE)으로서 Team SEI☆ZA와 4 vs. 4 승자 토너먼트 진출전을 펼쳤고, 최종전까지 가는 접전끝에 승리했다. 개인 성적에서는 3, 4, 5 경기에 나서며 2승 1패를 기록했다.

### 프로레슬링 경력 (2017-현직)
2017년, 3월 26일 고라쿠엔 홀에서 개최된 여자 프로레슬링 단체 아이스리본의 Ice Ribbon March 2017에 등장, 4월부터 아이스 리본 겸임 소속으로 프로 레슬링 데뷔를 하는 것이 발표되었다. 코치 겸 단체 대표 후지모토 츠카사와는 같은 센다이 출신. 데뷔전이 「도요타 마나미 & 하나 데이트 & 카렌 데이트 vs. 나가사키 마루코 & 데킬라 사미 & 마츠야 우노」로 발표되면서 MMA를 병행하겠느냐는 기자의 질문을 받았고 이에 하나는 "프로 레슬러로서 프로 레슬링 한개로 이 인생 걸고 가겠다."라고 답했다. 이 답변은 다소 코치 겸 단체 대표 후지모토 츠카사를 의식한 발언이었다. 하나와는 달리 노리는 "종합격투기 단체에서 출전 제의가 온다면 프로 레슬러로서의 자부심을 갖고 출전하겠다는 다른 의견을 전했고, 나머지 3명(하나 데이트, 카렌 데이트, 나오 데이트)의 호응을 얻어냈다. 4월 24일 고라쿠엔 홀에서의 프로 레슬링 데뷔 경기에서 무릎십자 굳히기와 요가 암록으로 나가사키 마루코에게 레프리 스톱 승을 거뒀다. 데뷔 2전 째가 되는 4월 29일 사이타마 대회에서는 「세라 리사 & 유키히 마야 & 카렌 데이트」 팀과 태그 매치를 벌여 승리했고(파트너는 후지모토 츠카사 & 마츠모토 미야코), 후지모토 츠카사로부터 "대단히 녀석이 와 버렸다"라며 칭찬을 받았다. 5월 5일 요코하마 대회에서 처음으로 Team DATE 4자매가 모두 함께 팀을 이루어 태그 매치에 출전, 「나가사키 마루코 & 데킬라 사미 & 마츠야 우노 & 토토로 사츠키」 팀에게 승리했다.

## 인물
- 야마다 하나(山田華)라는 이름으로 활동하다가[9] 다테 하나(伊達華)라는 이름으로 잠깐 활동하기도 했지만,[10] 2014년 Team DATE 소속 전 선수의 개명에 맞추어 하나 데이트(華 DATE)로 개명했다. 덧붙이자면 팀 이름 「팀 데이트」(Team DATE)의 「데이트」(DATE)는 코치의 성(姓)인 다테(伊達)」의 영어 표기 DATE를 데이트로 칭해 붙인 것이며 소속 선수들의 이름에 모두 「데이트」(DATE)를 붙인 것은 팀의 결속을 높이기 위해서라는 것이 정설이다.
- 링 네임 하나(華)의 유래는 아름답기도 하고 난폭함도 갖고 있는 그녀의 이미지에서 비롯됐다.[11]
- 왼손잡이이며 독특한 자세와 간격으로 싸운다.
- 중국의 방송국 허난 텔레비젼이 「킥계 여자 선수 베스트 7」을 선정한 프로그램에서 7위에 랭크되었다(2016년 10월). 그녀의 핑크색 의상과 특유의 싸움 방식은 중국팬들에게 신선한 충격과 함께, 유일무이의 개성적인 선수로 인식시켜 주었다.[7]
- 아이스 리본의 코치 겸 단체 대표 후지모토 츠카사는 그녀에 대해 운동 신경은 뛰어나지만 움직임을 도무지 기억하지 못한다며 낙인을 찍었다. 하지만 그런 인물이 실전에서 기상천외한 움직임을 보일 가능성이 있다고 기대를 걸고 있다.[12] 첫 상대인 나가사키 마루코로부터는 "입으로는 좋다고 말하고 있지만 재미로 할 뿐, (프로 레슬링에) 진심이라면 연습 중에 그런 태도를 보여라"라고 성토했다.[12]
- 같은 팀 데이트 소속인 노리 데이트, 카렌 데이트, 나오 데이트와 함께 Team DATE 4자매로 불리고 있으며 이들 중 하나는 맏언니이다.

## 우승 경력

### 킥복싱
- 2014년 7월 13일 「Bigbang-SPIRIT- Queen 결정전」 여성부 -51 kg 초대 챔피언
- 2014년 8월 2일 「Tribelate vol.44」 여성부 -48 kg 초대 챔피언
- 2016년 11월 13일 「SKKB 6」 여성부 -48 kg 초대 챔피언

## 종합격투기 전적
| 프로 종합격투기 전적 | 프로 종합격투기 전적 | 프로 종합격투기 전적 | 프로 종합격투기 전적 | 프로 종합격투기 전적 | 프로 종합격투기 전적 | 프로 종합격투기 전적 | 프로 종합격투기 전적 |
| -------------------- | -------------------- | -------------------- | -------------------- | -------------------- | -------------------- | -------------------- | -------------------- |
| 6 시합               | (T)KO                | 항복                 | 판정                 | 실격                 | 그 밖                | 비김                 | 무효                 |
| 2 승                 | 0                    | 0                    | 2                    | 0                    | 0                    | 0                    | 0                    |
| 4 패                 | 0                    | 1                    | 3                    | 0                    | 0                    | 0                    | 0                    |

| Res. | 누적 전적 | 상대            | 방식          | 대회           | 날짜       | 라운드 | 시간 | 장소                      | 비고                   | 비고 2    |
| ---- | --------- | --------------- | ------------- | -------------- | ---------- | ------ | ---- | ------------------------- | ---------------------- | --------- |
| 패   | 2-4-0     | 임소희          | 판정 0-3      | Road FC 037 XX | 2017.03.11 | 2      | 5:00 | 그랜드힐튼서울 컨벤션센터 | 아톰급 매치            | 경기 영상 |
| 승   | 2-3-0     | 야마구치 유라키 | 판정 3-0      | Deep Jewels 14 | 2016.11.02 | 2      | 5:00 | 신주쿠 페이스             | 아톰급 매치            |           |
| 패   | 1-3-0     | 이예지          | 판정 0-2      | Road FC 032    | 2016.07.02 | 2      | 5:00 | 후난 국제 전시센터        | -46.5 kg 계약체중 매치 | 경기 영상 |
| 패   | 1-2-0     | 이시오카 사오리 | 서브미션 암바 | Deep Jewels 12 | 2016.06.04 | 1      | 4:39 | 신주쿠 페이스             | 아톰급 매치            |           |
| 패   | 1-1-0     | 구로베 미나     | 판정 0-3      | Deep Jewels 11 | 2016.03.05 | 2      | 5:00 | 신주쿠 페이스             | 아톰급 매치            |           |
| 승   | 1-0-0     | 아라키 미키     | 판정 3-0      | Deep Jewels 10 | 2015.11.22 | 2      | 5:00 | 신주쿠 페이스             | 아톰급 매치            | 경기 영상 |

※ Seiza 프로페셔널 맞춤 규칙
| Res. | 누적 전적 | 상대          | 방식          | 대회                                     | 날짜       | 라운드 | 시간 | 장소        | 비고        | 비고 2 |
| ---- | --------- | ------------- | ------------- | ---------------------------------------- | ---------- | ------ | ---- | ----------- | ----------- | ------ |
| 패   | 2-1-0     | 타바타 히치   | 판정 0-3      | SEI☆ZA 3rd Round: ~Midsummer Night Star~ | 2017.07.28 | 3      | 9:00 | 고라쿠엔 홀 | -65 kg 매치 |        |
| 승   | 2-0-0     | 라지나 비스타 | TKO 발목 부상 | SEI☆ZA 3rd Round: ~Midsummer Night Star~ | 2017.07.28 | 1      | 1:21 | 고라쿠엔 홀 | -65 kg 매치 |        |
| 승   | 1-0-0     | 라다 마난다   | KO 프론트 킥  | SEI☆ZA 3rd Round: ~Midsummer Night Star~ | 2017.07.28 | 1      | 1:32 | 고라쿠엔 홀 | -65 kg 매치 |        |

※ 아마추어
| Res. | 누적 전적 | 상대            | 방식           | 대회                                   | 날짜       | 라운드 | 시간 | 장소          | 비고        | 비고 2    |
| ---- | --------- | --------------- | -------------- | -------------------------------------- | ---------- | ------ | ---- | ------------- | ----------- | --------- |
| 승   | 2-0-0     | 야마자키 모모코 | TKO 레퍼리스톱 | The Outsider 38: Ota Gymnasium Special | 2015.12.13 | 1      | 1:21 | 오타 체육관   | -48 kg 매치 | 경기 영상 |
| 승   | 1-0-0     | 이케다 세이나   | 판정 3-0       | The Outsider 36                        | 2015.07.19 | 2      | 3:00 | 딥퍼 아리아케 | -50 kg매치  | 경기 영상 |

※ 아마추어 그래플링 규칙
| Res. | 누적 전적 | 상대          | 방식 | 대회              | 날짜       | 라운드 | 시간 | 장소          | 비고        | 비고 2 |
| ---- | --------- | ------------- | ---- | ----------------- | ---------- | ------ | ---- | ------------- | ----------- | ------ |
| 무   | 0-0-1     | 아사쿠라 간나 | 판정 | ZST Challenge 137 | 2015.02.22 | 2      | 3:00 | 딥퍼 아리아케 | -52 kg 매치 |        |

## 킥복싱 전적
| 11 시합 | (T)KO | 판정 | 그 밖 | 비김 | 무효 |
| 5 승    | 0     | 5    | 0     | 1    | 0    |
| 5 패    | 0     | 5    | 0     | 1    | 0    |

| Res. | 누적 전적 | 상대            | 방식     | 대회                                         | 날짜       | 라운드 | 시간 | 장소                    | 비고                             | 비고 2    |
| ---- | --------- | --------------- | -------- | -------------------------------------------- | ---------- | ------ | ---- | ----------------------- | -------------------------------- | --------- |
| 승   | 5-5-1     | 장 리           | 판정 3-0 | SKKB 6                                       | 2016.11.13 | 3      | 3:00 | 신주쿠 페이스           | 초대 여성부 -48 kg 타이틀 결정전 | 경기 영상 |
| 패   | 4-5-1     | 린윈리          | 판정 0-3 | Superstar Fight 2: China vs Japan (拳星时代) | 2016.04.16 | 3      | 3:00 | 창사사회복지대학 체육관 | -50 kg 매치                      | 경기 영상 |
| 패   | 4-4-1     | 우왕쉬에        | 판정 0-3 | 林風X富德搏擊王 決戰天下ⅡKF1                 | 2015.10.24 | 3      | 3:00 | 사우손 경기장           | -50 kg 매치                      | 경기 영상 |
| 승   | 4-3-1     | 이오리          | 판정 2-0 | Bigbang-統一への道- 21                       | 2015.06.07 | 3      | 2:00 | 딥퍼 아리아케           | -48 kg 매치                      | 경기 영상 |
| 승   | 3-3-1     | 보위 오카다     | 판정 3-0 | SB30th Anniversary~act.2                     | 2015.04.18 | 3      | 2:00 | 고라쿠엔 홀             | -54 kg 매치                      | 경기 영상 |
| 무   | 2-3-1     | 아유미          | 판정 1-0 | Bigbang19                                    | 2014.12.07 | 3      | 2:00 | 딥퍼 아리아케           | -48 kg 매치                      |           |
| 패   | 2-3-0     | 미오            | 판정 0-3 | Shoot Boxing 2014 act. 4                     | 2014.09.20 | 3      | 3:00 | 고라쿠엔 홀             | -48 kg 매치                      |           |
| 승   | 2-2-0     | 시마즈 에츠코   | 판정 2-0 | Tribelate vol.44                             | 2014.08.02 | 3      | 2:00 | 신주쿠 페이스           | 초대 여성부 -48 kg 타이틀 결정전 |           |
| 승   | 1-2-0     | 다나카 루미코   | 판정 3-0 | Bigbang-SPIRIT- Queen 決定戦                 | 2014.07.13 | -      | -    | 딥퍼 아리아케           | 여성부 -51 kg 타이틀 결정전      |           |
| 패   | 0-2-0     | 마츠가와 게이코 | 판정 0-1 | J-GIRLS 2014 ～The shining wild angels～ 2nd | 2014.06.22 | 3      | 2:00 | 新宿FACE, 東京          | -48 kg 매치                      |           |
| 패   | 0-1-0     | 리카 톤쿠라이센 | 판정 0-3 | Muay Thai Open 26                            | 2014.02.02 | 3      | 2:00 | 신주쿠페이스            | -50 kg 매치                      |           |

※ 아마추어
| Res. | 누적 전적 | 상대            | 방식     | 대회                                                          | 날짜       | 라운드 | 시간 | 장소          | 비고                           | 비고 2 |
| ---- | --------- | --------------- | -------- | ------------------------------------------------------------- | ---------- | ------ | ---- | ------------- | ------------------------------ | ------ |
| 패   | 4-3-1     | 무로나가 마오   | 판정 0-3 | J-Grow 43 ~the ☆ School Wars 2~                               | 2013.03.24 | 1      | 2:00 | 골드짐        | 여자 A리그 -54 kg 매치         |        |
| 승   | 4-2-1     | 마츠카네 히토미 | 판정 3-0 | 第2回 J-NETWORKアマチュアチャンピオンシップ・トーナメント大会 | 2013.02.03 | 2      | 2:00 | 신주쿠 페이스 | 여자 A리그 -54 kg 매치         |        |
| 패   | 3-2-1     | 오오타키 아유미 | 판정 0-3 | J-Girls 2013 ～Victorious Goddess 1st～                       | 2012.12.09 | 2      | 1:00 | 신주쿠 페이스 | Pre J-Girls B 리그 -51 kg 매치 |        |
| 패   | 3-1-1     | 야마구치 유라키 | 판정 0-3 | J-Nexus 2012 ～蹴っていいトモ!!～                             | 2012.11.18 | 2      | 1:00 | 신주쿠 페이스 | 여자 B리그 - 48 kg 매치        |        |
| -    |           | 마츠다 레나     | 승패없음 | J-Girls 2012 ～Platinum's In The Ring FINAL～ with J-FIGHT    | 2012.09.16 | 2      | 2:00 | 신주쿠 페이스 | 특별 스페셜                    |        |
| 무   | 3-0-1     | 다나카 아사미   | 판정 1-0 | J-Girls 2012 ～Platinum's In The Ring 4th～                   | 2012.04.01 | 2      | 1:00 | 신주쿠 페이스 | Pre J-Girls B리그 -51 kg 매치  |        |
| 승   | 3-0-0     | 세키 쇼코       | KO       | J-Girls 2012 ～Platinum's In The Ring 2nd～ with J-FIGHT      | 2011.12.11 | 1      | 1:30 | 신주쿠 페이스 | Pre J-Girls A리그 -48 kg 매치  |        |
| 승   | 2-0-0     | 사이토 후우카   | 판정     | J-Nexus 2011 ～蹴っていいトモ!!～                             | 2011.11.27 | 2      | 1:00 | 신주쿠 페이스 | 여자 B리그 -48 kg 매치         |        |
| 승   | 1-0-0     | 세키 쇼코       | TKO      | J-Girls 2011 ～Born This Way FINAL～                          | 2011.11.27 | 1      | 0:34 | 신주쿠 페이스 | Pre J-Girls B리그 -48 kg 매치  |        |

## 같이 보기
- 노리 데이트
- 카렌 데이트
- 나오 데이트
- 현 로드 FC 선수 목록
- 로드 FC 선수 목록
- 로드 FC 기록 목록